# Horní Lhota (Dolní Žďár)
Horní Lhota (německy Ober Schlagles) je malá vesnice, část obce Dolní Žďár v okrese Jindřichův Hradec v Jihočeském kraji. Nachází se jeden kilometr jižně od Dolního Žďáru. Horní Lhota leží v katastrálním území Horní Lhota u Lásenice o rozloze 3,08 km².

## Historie
První písemná zmínka o vesnici pochází z roku 1340.

## Obyvatelstvo
| Rok            | 1869 | 1880 | 1890 | 1900 | 1910 | 1921 | 1930 | 1950 | 1961 | 1970 | 1980 | 1991 | 2001 | 2011 | 2021 |
| -------------- | ---- | ---- | ---- | ---- | ---- | ---- | ---- | ---- | ---- | ---- | ---- | ---- | ---- | ---- | ---- |
| Počet obyvatel | 197  | 191  | 199  | 181  | 144  | 159  | 178  | 130  | 124  | 77   | 72   | 50   | 47   | 73   | 68   |
| Počet domů     | 31   | 32   | 31   | 29   | 29   | 29   | 30   | 29   | 28   | 26   | 23   | 31   | 31   | 36   | 35   |

## Obecní správa
Při sčítání lidu v letech 1850–1974 Horní Lhota byla osadou obce Dolní Žďár v okrese Jindřichův Hradec. Od 1. července 1974 do 23. listopadu 1990 byla částí obce Lásenice v okrese Jindřichův Hradec. Od 24. listopadu 1990 je opět částí obce Dolní Žďár v okrese Jindřichův Hradec.

## Další fotografie

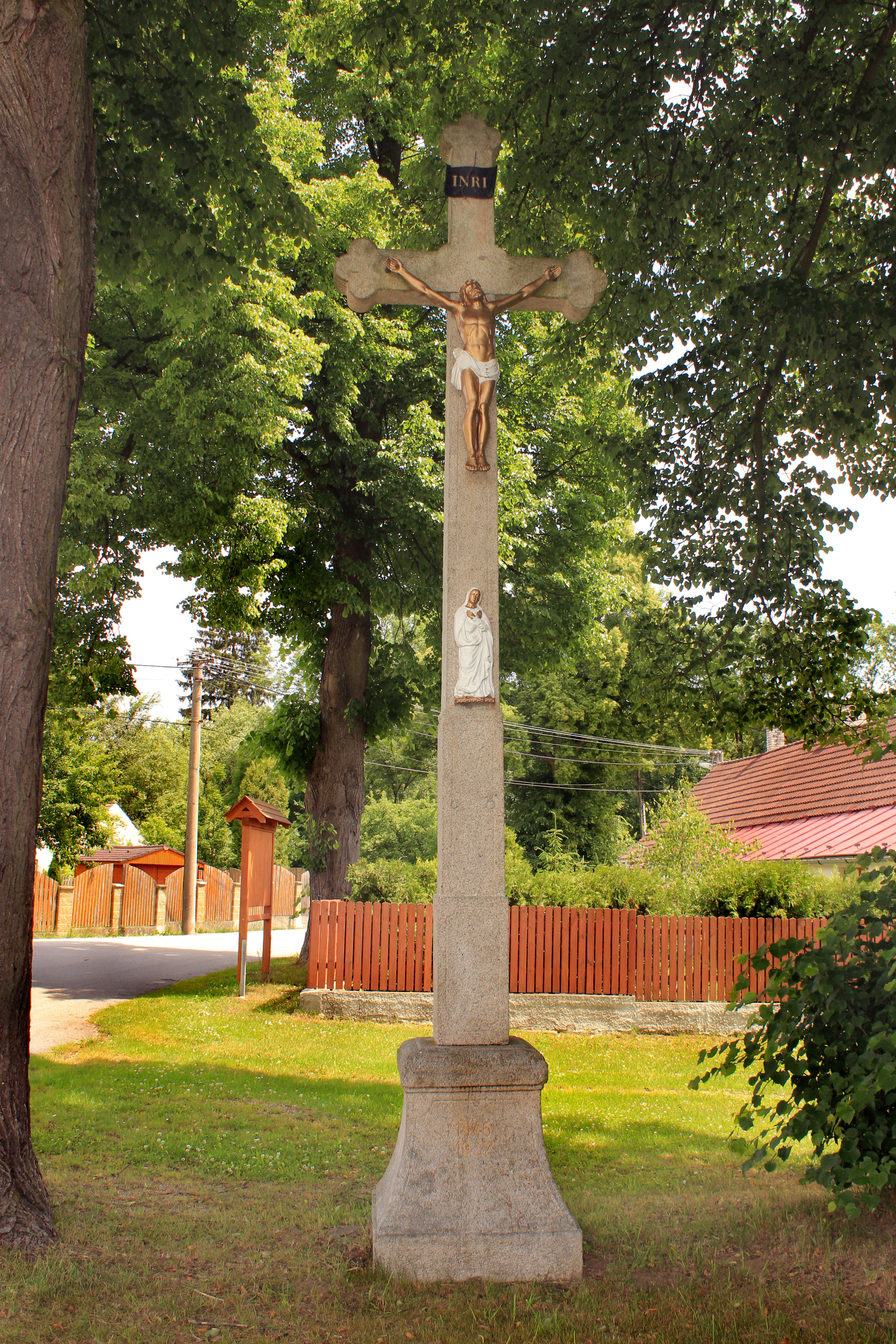
Křížek pod stromy
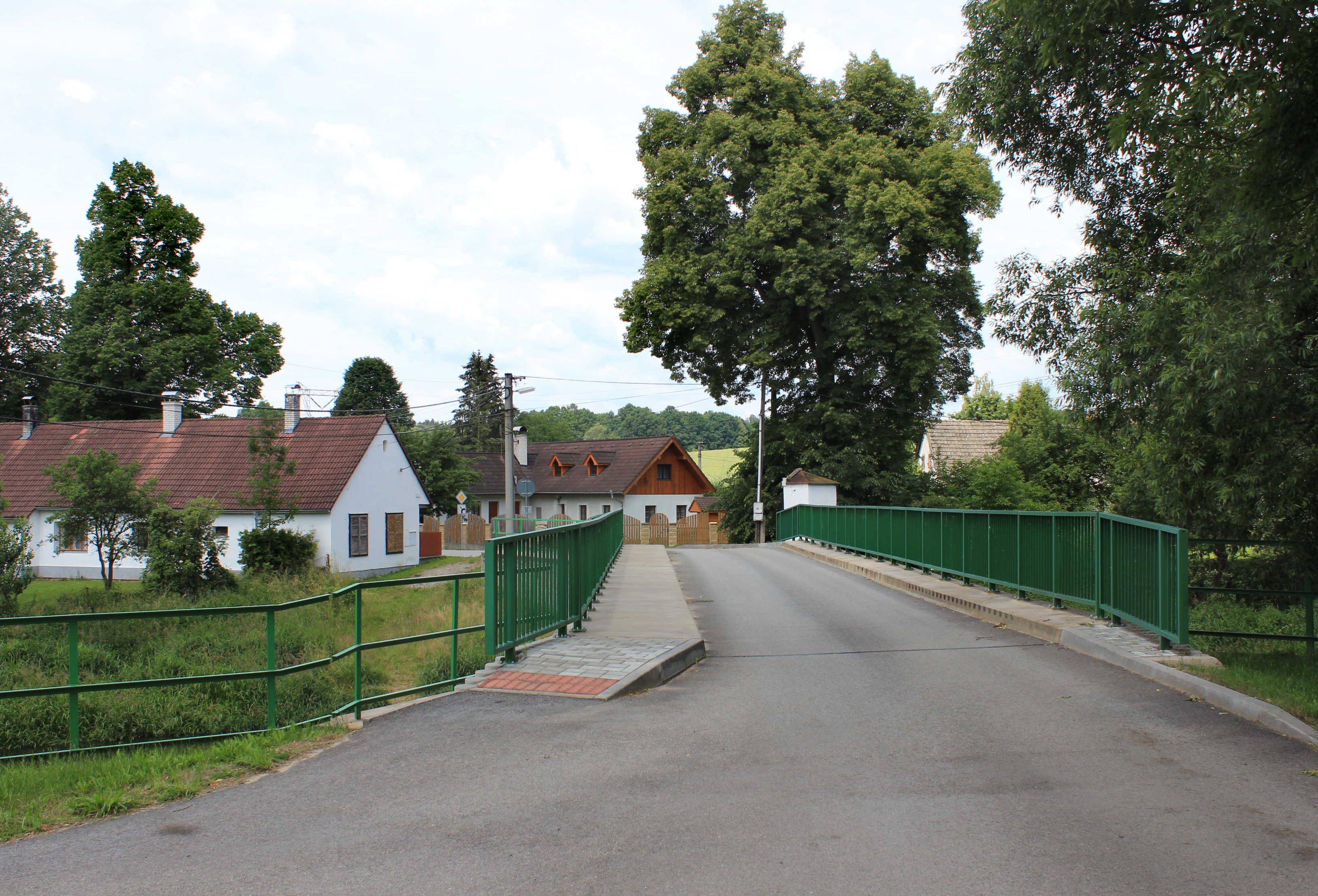
Most přes Nežárku
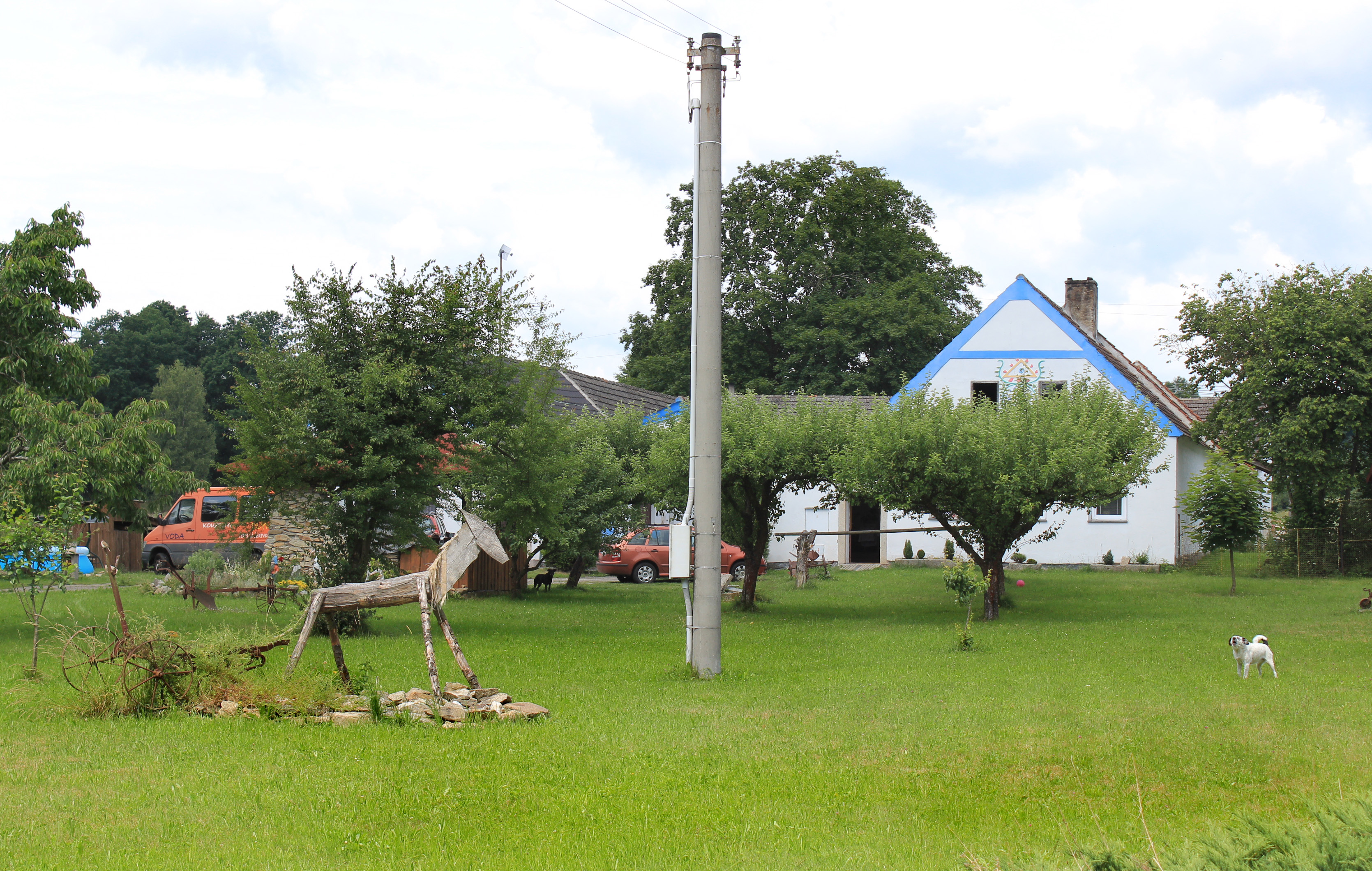
Dům čp. 12